# Лавант, Кристина
Кристина Лавант (нем. Christine Lavant, настоящая фамилия — Тонхаузер, 4 июля 1915, Гросс-Эдлинг, долина Лаванта, Каринтия, Австро-Венгрия — 7 июня 1973, Вольфсберг, Австрия) — австрийская поэтесса.

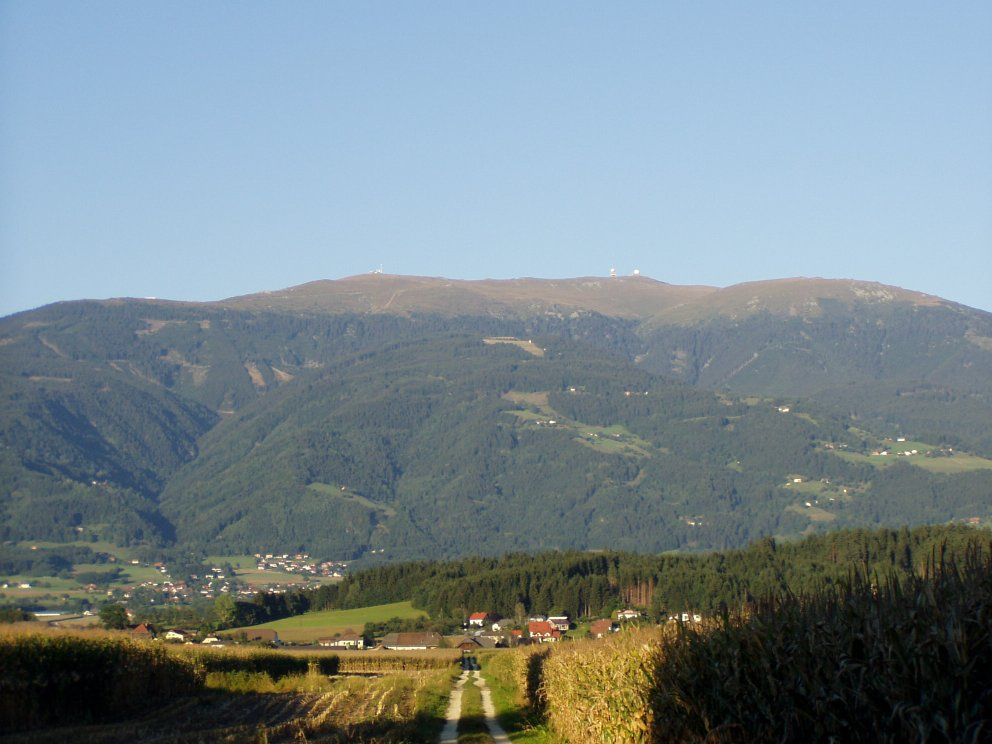
Альпы в окрестностях Лаванта

## Биография
Девятый ребёнок в бедной семье горняка, крайне болезненная от рождения (в месячном возрасте почти ослепла от золотухи, впоследствии наполовину оглохла), жила в бедности и болезнях, работала служанкой, вязала на продажу. Несколько раз пыталась покончить с собой, лечилась в психиатрических клиниках. Лишь к концу жизни приобрела некоторую известность, стала лауреатом премий Георга Тракля и Антона Вильдганса (обе 1964), Большой государственной премии Австрии по литературе (1970).

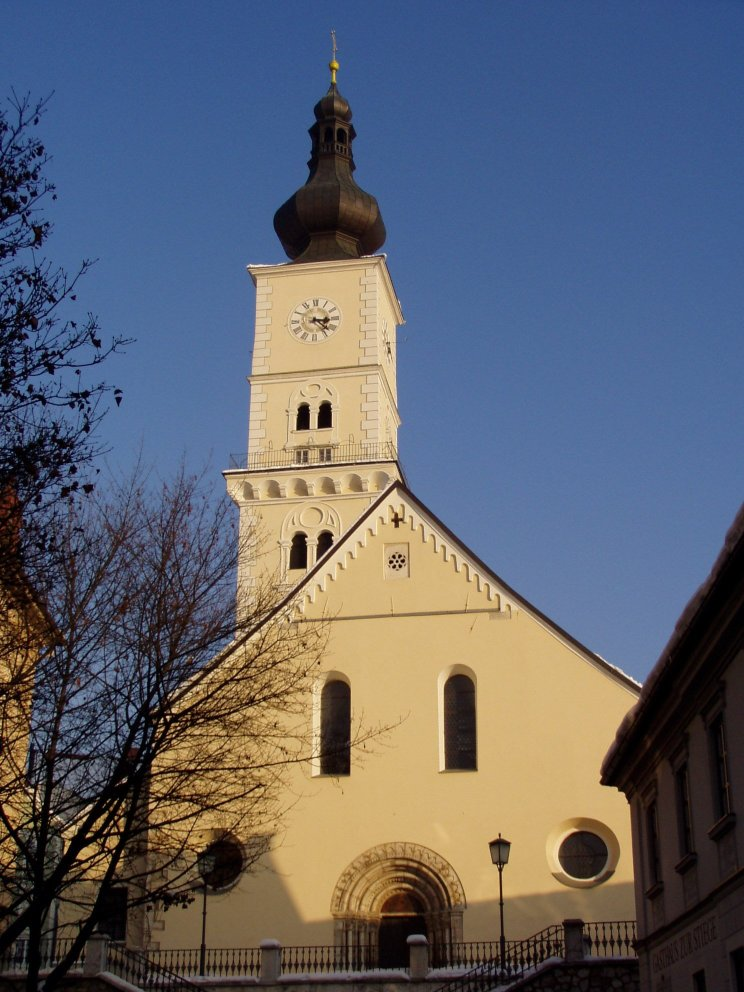
Вольфсберг, церковь Св. Марка

## Творчество и признание
Автор лапидарных и эмоционально сдержанных, глубоко религиозных стихов, составивших книги «Кружка нищего» (1956), «Крик павлина» (1962), автобиографической прозы («Дитя», 1948). Многое из наследия опубликовано лишь посмертно. Книгу её избранных стихотворений составил в 1987 известный австрийский писатель Томас Бернхард. Пять романсов на стихи Лавант написаны немецким композитором Вольфгангом Римом (2001), её стихотворения переведены на английский, французский, итальянский, испанский, польский, грузинский и другие языки. В 1995 в Австрии учреждена литературная премия Кристины Лавант, к 25-летию со дня её смерти выпущена именная почтовая марка ().

## Издания
- Das Kind. Erzählung. Stuttgart: Brentano, 1948
- Die Nacht an den Tag. Lyrik. Stuttgart: Brentano, 1948
- Das Krüglein. Erzählung. Stuttgart: Brentano, 1949
- Die unvollendete Liebe. Gedichte; Stuttgart. Brentano, 1949
- Die Bettlerschale. Gedichte. Salzburg: Otto Müller, 1956
- Die Rosenkugel. Erzählung. Stuttgart: Brentano, 1956
- Spindel im Mond. Gedichte. Salzburg: Otto Müller, 1959
- Sonnenvogel. Gedichte. Wülfrath: Heiderhoff, 1960
- Wirf ab den Lehm/ Eingel. u. ausgew. v. Wieland Schmied. Graz: Stiasny, 1961
- Der Pfauenschrei. Gedichte. Salzburg: Otto Müller, 1962
- Hälfte des Herzens/ Hrsg.v. Horst Heiderhoff u. Dieter Leisegang. Darmstadt: Bläschke, 1967
- Nell. Vier Geschichten. Salzburg: Otto Müller, 1969
- Kunst wie meine ist nur verstümmeltes Leben. Nachgelassene und verstreut veröffentlichte Gedichte — Prosa — Briefe/ Ausgew. u. hrsg. v. Armin Wigotschnig u. Johann Strutz. Salzburg: Otto Müller, 1978
- Sonnenvogel. Gedichte/ Ausgew. u. hrsg. v. Roswitha Th. Hlawatsch u. Horst G. Heiderhoff. Waldbrunn: Heiderhoff, 1982
- Versuchung der Sterne. Erzählungen und Briefe/ Ausgew. v. F. Israel; Leipzig: St.Benno, 1984
- Und jeder Himmel schaut verschlossen zu. Fünfundzwanzig Gedichte für O.S./ Hrsg. v. Hans Weigel. Wien; München: Jungbrunnen, 1991
- Kreuzzertretung. Gedichte, Prosa, Briefe/ Hrsg. v. Kerstin Hensel. Leipzig: Reclam 1995
- Die Schöne im Mohnkleid. Erzählung/ Hrsg. v. Annette Steinsiek. Salzburg u. Wien: Otto Müller, 1996
- Herz auf dem Sprung. Die Briefe an Ingeborg Teuffenbach/ Hrsg. v. Annette Steinsiek. Salzburg, Wien: Otto Müller, 1997
- Das Wechselbälgchen/ Hrsg. v. Annette Steinsiek u. Ursula A. Schneider. Salzburg u. Wien: Otto Müller, 1998
- Das Kind/ Hrsg. n. d. Handschrift im Robert-Musil-Institut u. mit einem edit. Bericht versehen v. Annette Steinsiek u. Ursula A. Schneider. Salzburg; Wien: Otto Müller, 2000
- Aufzeichnungen aus dem Irrenhaus/ Hrsg. und mit einem Nachwort versehen von Annette Steinsiek und Ursula A. Schneider. Salzburg; Wien: Otto Müller, 2001